# Siobhan Fahey

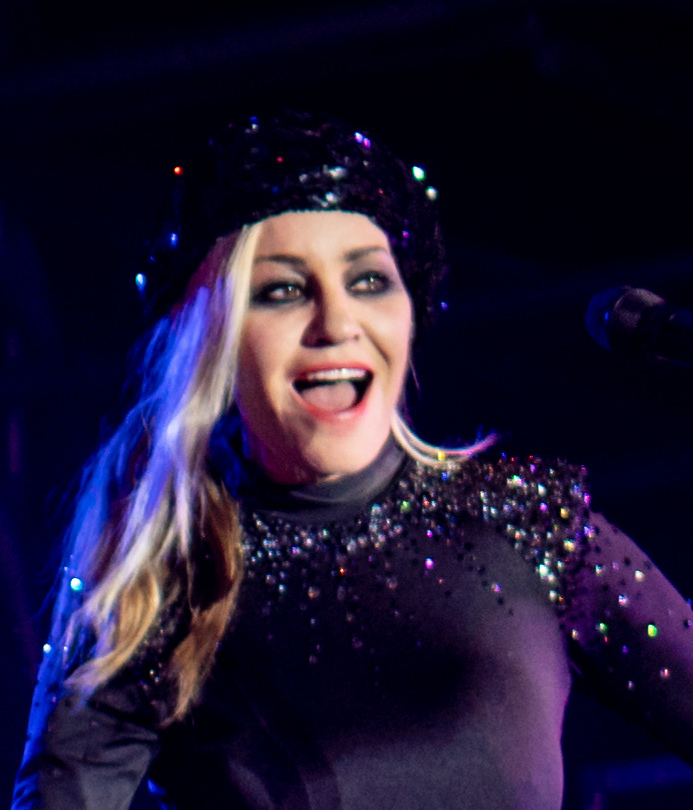
Siobhan Fahey (2018)

Siobhan Maire Deirdre Fahey (* 10. September 1958 in Dunshaughlin, County Meath) ist eine irische Rocksängerin und war Gründungsmitglied der 1980er-Jahre-Girlgroup Bananarama. Fahey verließ die Band 1988 und startete ihr Projekt Shakespears Sister.

## Leben
Als Kind lebte sie mit ihrer Familie in Deutschland, wo ihr Vater als Soldat bei der britischen Armee stationiert war. Später kehrte die Familie nach Großbritannien zurück, wo sie wiederum vielfach den Wohnort wechselte, während Siobhan eine Klosterschule in Edinburgh besuchte. Mit 14 zog sie zusammen mit ihrer Familie nach Hertfordshire, zwei Jahre später verließ sie ihr Elternhaus und ging nach London.
Dort besuchte sie einen Journalismuskurs, wo sie Sarah Dallin und Keren Woodward kennenlernte und mit ihnen sowie mit der Hilfe des Sex-Pistols-Schlagzeugers Paul Cook das Trio Bananarama gründete. 1987 heiratete Fahey Dave Stewart von den Eurythmics. Das Paar bekam zwei Söhne, bevor es sich 1996 trennte.
Anfang 1988 verließ Fahey Bananarama und gründete noch im selben Jahr das Solo-Projekt Shakespears Sister. Während der Aufnahmen zum Debütalbum Sacred Heart wurde sie beim Songwriting von Marcella Detroit unterstützt. Die Zusammenarbeit mit der Gitarristin und Sängerin verlief so gut, dass diese bereits im Video und auf dem Cover der zweiten im Sommer 1989 erschienenen Single You’re History visuell als zweites Bandmitglied in Erscheinung trat.
Mit dem im Frühjahr 1992 erschienenen Album Hormonally Yours und den daraus ausgekoppelten Singles Stay und Hello (Turn Your Radio On) erzielte das Duo seine größten kommerziellen Erfolge. Wegen persönlicher Differenzen beendete Fahey jedoch im Frühjahr 1993 die Zusammenarbeit mit Detroit und führte Shakespears Sister seitdem bis zur Wiedervereinigung 2019 als Einzelprojekt fort.
Nach drei Jahren musikalischer Pause – u. a. bedingt durch eine Psychotherapie, der sie sich in der Zwischenzeit unterzog – veröffentlichte sie Mitte 1996 die Single I Can Drive, die in den UK-Charts jedoch lediglich bis auf Platz 30 kam. Das geplante dritte Album #3 wurde daraufhin von der Plattenfirma London Records zurückgezogen und nicht mehr veröffentlicht. Erst im Frühjahr 2005 konnten Fans das Werk über die Webseite von Fahey kaufen.
Ab 1996 versuchte sie sich als Schauspielerin und es kam auch zu einer kurzen Wiedervereinigung mit Bananarama.
In den 2000er Jahren brachte Fahey unter ihrem bürgerlichen Namen einige Singles heraus, die stark von Electroclash beeinflusst waren. 2009 begann sie wieder als Shakespears Sister aufzutreten und veröffentlichte im November des Jahres das vierte Album Songs From The Red Room.

## Diskografie

### Alben
- 2005: The MGA Sessions

### Singles
- 2002: Bitter Pill
- 2003: Fear Is Real (Psychonauts featuring Siobhan Fahey)
- 2004: Cold (Death in Vegas Mixes)
- 2004: It’s a Trip
- 2004: She’s Lost Control (Erreur Fatale featuring Siobhan Fahey)
- 2005: Pulsatron
- 2005: Bad Blood